# Erlanger
Erlanger è una città degli Stati Uniti d'America, nella contea di Kenton, nello Stato del Kentucky.